# Llar d'Infants Sagrat Cor de Jesús
La Llar d'Infants Sagrat Cor de Jesús és un edifici del municipi de Sant Fruitós de Bages (Bages) inclosa en l'Inventari del Patrimoni Arquitectònic de Catalunya.

## Descripció
Es tracta d'un casal quadrat, amb coberta a quatre vessants i tres plantes.
La façana queda centrada mitjançant un gran portal d'entrada rectangular, fet amb pedra picada. A banda i banda, una gran finestra i un altre portal d'entrada amb una estructura similar.
Cada planta queda assenyalada externament per un petit fris en relleu. Al primer pis hi ha cinc finestres, amb ampit, que es corresponen a les obertures inferiors. Les obertures de les golfes són més petites, quadrades i geminades.
Totes les obertures principals estan decorades amb guardapols neogòtic d'obra, aquesta ornamentació és posterior a la base de l'edifici.

## Història
Una família benestant de Barcelona, amb orígens a Sant Fruitós de Bages, feu la donació d'un terreny per a construir-hi un convent. Originalment va ser ocupat per una comunitat de Germanes Dominiques, dedicades a l'ensenyament.
Posteriorment ha anat passant a altres usos i ordes religiosos; en l'actualitat es troba en mans de monges del Sagrat Cor, que ofereixen servei de guarderia. Fa uns anys havia estat un centre escolar, anomenat "La Renaixença".